# União das Esquerdas (França)
A União das Esquerdas foi um grupo parlamentar francês de orientação republicana que existiu na Assembleia Nacional Francesa de 1886 a 1893, durante a Terceira República Francesa.

## Histórico
A "União das Esquerdas" foi criada após as eleições legislativas de 1885, marcadas por uma onda conservadora, por meio da transformação do grupo "União Republicana", com o objetivo de unir todos os moderados (oportunistas), bem como alguns radicais. No entanto, apenas a "União Democrática" (chamada de "Esquerda Republicana" entre 1871 e 1881) aceitou a fusão completa, com os membros restantes da "Centro Esquerda". A união era então composta por aproximadamente 200 deputados.
Foi renovada em 1889 e contava com 243 membros. O grupo desapareceu após as eleições legislativas de 1893, dando lugar ao grupo "Republicanos do Governo".